# أحمد أبو هولي
أحمد حسن عواد أبو هولي سياسي فلسطيني وعضو اللجنة التنفيذية لمنظمة التحرير الفلسطينية ، والنائب في المجلس التشريعي الفلسطيني ، وكنيته أبو غريب، ولد عام 1968 في مخيم المغازي، تم شغل عضوية اللجنة التنفيذية لمنظمة التحرير الفلسطينية في 2018/5/3 وعضوية المجلس التشريعي الفلسطيني عام 2006 وهو عضو الهيئة القيادية العليا لحركة فتح في يوليو 2017  ، وهو اسير سابق لدى الاحتلال الصهيوني لمدة 4 سنوات وهو جريح سابق أصيب بأربع رصاصات أثناء المواجهات مع الاحتلال الصهيوني وهو من مؤسسي الانتفاضة الأولى عام 1987.

## نشأته وتعليمه
ولد أحمد أبو هولي في مخيم المغازي للاجئين في السابع والعشرين من يوليو 1968 التي لجأ إليها والداه من مدينة بئر السبع عقب النكبة.ثم تعلم في جامعة الازهر في غزة وحصل على بكالوريوس علم الاجتماع والعلوم سياسية، ثم حصل على ماجستير علم الاجتماع من جامعة عين شمس عام 2003 وحصل على درجة الدكتوراه من معهد البحوث في مصر.

## نشاطه الطلابي
بدأ أحمد أبو هولي نشاطه الملحوظ في الدفاع عن حقوق أبناء شعبه الفلسطيني في منتصف الثمانينات وهو أول المشاركين في الانتفاضة الأولى عام 1987 وأول رئيس لمنظمة الشبيية الفتحاوية في جامعة الازهر، وقد برز دوره في الأنشطة الطلابية لجامعة الازهر حيث ترأس جمعية خريجي الازهر التي كانت مصدر لدعم طلاب الجامعة ماديا ومعنويا.
سجنته السلطات الإسرائيلية عام 1987 لمدة 4 سنوات أثناء الانتفاضة الأولى واعتقاله أكثر من ستة مرات، وتم فرض الإقامة الجبرية لمدة 8 شهور ومنع من السفر للضفة الغربية والخارج.

## حياته السياسية
بعد تضحياته من أجل الوطن وبعد توليه منصب مدير عام في وزارة الداخلية ومساعدة الناس والتخفيف عن كاهلهم وكسبه ثقتهم تم انتخابه عضو في المجلس التشريعي عام 2006 عن حركة فتح في دائرة المحافظة الوسطى وقد حصل على أعلى نسبة تصويت من المرشحين الأخرين وبعد أثبات نفسه وعمله المتواصل من أجل وطنه وقضيته تم انتخابه عضو في اللجنة التنفيذية لمنظمة التحرير الفلسطينية عام 2018 رئيس دائرة شؤون اللاجئين. وكما رشح لنيل جائزة أكثر الشخصيات تأثيرا في العالم عام 2014 .

### مناصب تولاها
1. عضو اللجنة التنفيذية لمنظمة التحرير الفلسطينية
2. رئيس دائرة شؤون اللاجئين في م.ت.ف.[7]
3. نائب في المجلس التشريعي الفلسطيني
4. عضو الهيئة القيادية العليا لحركة فتح
5. رئيس جمعية البحوث والدراسات
6. رئيس جمعية خريجي جامعة الازهر بغزة
7. مؤسس الجمعية الفلسطينية لمرضى السرطان
8. رئيس اللجنة الاقتصادية والمالية بالمجلس التشريعي
9. مدير عام وزارة الداخلية سابقا
10. أسير محرر
11. عضو اللجنة الاجتماعية في المجلس التشريعي